# Amy Buchwald
Amy Buchwald (* 24. Juli 1961 in Minneapolis, Minnesota) ist eine US-amerikanische Schauspielerin, Autorin und Komikerin.

## Leben
Amy Buchwald begann ihr Schauspieltraining im Alter von elf Jahren bei der berühmten Minneapolis Children’s Theater Company. Mit sechzehn war sie dann professionelle Schauspielerin und Mitglied des Cricket and Guthrie Theaters.
Buchwald ist mit dem Schauspielkollegen Danny Woodburn verheiratet.

## Filmografie
- 1989–1990: General Hospital
- 1992: Baby Talk
- 1998: Conan, der Abenteurer
- 2011: Love, Gloria
- 2013: All American Christmas Carol